# Хартије од вредности
Хартије од вредности представљају документе којима се обећава исплата новца, камате, зараде или дивиденде. 
Хартије од вредности у ужем смислу су инвестициони инструменти, односно оне хартије од вредности код којих постоји ризик улагања који се компензује потенцијалном зарадом. У овој групи хартија налазе се акције, обвезнице, опције, деривати и тако даље. Ове хартије су израз или власничког (акције) или индиректно власничког (опције) или кредитног (обвезнице) аранжмана. 
Оне се продају и купују на специјализованом финансијском тржишту тј. тржишту капитала и представљају најзначајнију групу финансијских инструмената којима се тргује на финансијским тржиштима.
У ширем смислу, хартијама од вредности припадају и инструменти кредита и плаћања, као што су чекови, менице, складишнице, коносмани и слично.
Према прописима Србије хартије од вредности може емитовати савезна држава, република чланица, покрајина, град, општина, и друго правно лице.
Свака хартија од вредности мора да поседује одређена својства односно мора да испуни три услова :
- да је у писаној форми
- да је у тој исправи садржано неко грађанско (најчешће имовинско) право
- да је постојање и остварење имовинског права повезано са постојањем  хартија од вредности

Хартије од вредности у савременом промету могу да играју разне улоге и да се појаве као средства плаћања, кредита, обезбеђења потраживања, робног промета и слично. Свака хартија од вредности мора да садржи 5 елемената:
- Ознака врсте хартије од вредности
- Назив и седиште издаваоца хартије од вредности
- Тачно утврђену обавезу издавача хартије од вредности
- Место, датум и серијски број издавања хартије од вредности
- Потпис издаваоца хартије од вредности

Према начину одређивања корисника хартије разликују се :
1. Хартија на име:

је врста хартије од вредности код којих је корисник исправе изричито наведен по имену, с тим што је искључено преношење такве хартије путем индосамента.
2. Хартија од вредности по наредби:

је врста хартија од вредности код којих се као ималац права појављује неко лице изричито означено у самој исправи, али је том лицу истовремено дата могућност да својом наредбом одреди неко треће лице као корисника исправе.
3. Хартија од вредности на доносиоца:

је онај тип хартије од вредности код којих ималац права тј. корисник није именован изричито, тако да се сваки ималац такве исправе сматра корисником хартије. Хартије на доносиоца преносе се најлакше од свих хартија од вредности.
Дакле хартије од вредности могу гласити на неко од грађанских права укључујући и имовинско док акције гласе само на имовинско право и то директног власника.